# Dune (Toto)
Dune is een muziekalbum van de band Toto uit 1984, met daarop de soundtrack van de film Dune. Er zijn twee versies van uitgekomen. Eén met 17 nummers in december 1984 en één met 30 nummers in oktober 1997.

## Musici
- David Paich - Toetsen;
- Steve Lukather - Elektrische gitaar;
- Mike Porcaro - Basgitaar;
- Jeff Porcaro - Drums;
- Steve Porcaro - Toetsen
- Symfonie Orkest Wenen

## Composities

### Dune 1984
1. Prologue
2. Main Title
3. Robot Fight
4. Leto's Theme
5. Box
6. Floating Fat Man (the Baron)
7. Trip to Arrakis
8. First Attack
9. Prophecy Theme (door Toto, Brian Eno, Roger Eno en Daniel Lanois)
10. Dune (Desert Theme)
11. Paul meets Chani
12. Prelude (take my hand)
13. Paul Takes the Water of Life
14. Big Battle
15. Paul Kills Freyd
16. Final Dream
17. Take My Hand

### Dune 1997
1. Prologue/Main Title;
2. Guild Report *;
3. House Atreides *;
4. Paul Atreides *;
5. Robot Fight;
6. Leto's Theme;
7. The Box;
8. The Floating Fat Man (The Baron);
9. Departure *;
10. The Trip to Arrakis;
11. Sandworm Attack *;
12. The Betrayal/Shields Down *;
13. First Attack;
14. The Duke's Death *;
15. Sandworm Chase *;
16. The Fremen *;
17. Secrets of the Fremen *;
18. Paul Meets Chani;
19. Destiny *;
20. Riding the Sandworm *;
21. Reunion with Gurney *;
22. Prelude (Take My Hand);
23. Paul Takes the Water of Life;
24. The Sleeper Has Awakened! *;
25. Big Battle;
26. Paul Kills Feyd;
27. Final Dream;
28. Dune (Desert Theme);
29. Dune Main Title - Demo Version;
30. Take My Hand;

- [*]= niet eerder uitgebracht nummer.